# Sauria
Sauria of sauriërs is de naam die sinds 1802 gebruikt is voor een groot aantal verschillende taxa die allemaal gemeen hadden dat ze de hagedissen omvatten. Tegenwoordig is het begrip nog steeds in gebruik voor een clade van reptielen: de kroongroep van de Diapsida. Met mogelijke uitzondering van de schildpadden zijn alle moderne reptielen, inclusief de vogels, sauriërs.
Oorspronkelijk duidde het begrip Sauria ook al zo'n vrij ruime groep aan en dat is de reden dat veel in de negentiende eeuw benoemde uitgestorven groepen reptielen een naam hebben die eindigt op ~sauria. Vanaf 1898 is er echter een periode geweest dat het begrip heel eng werd opgevat voor alleen de hagedissen. De van elkaar afwijkende betekenissen hebben vaak voor verwarring gezorgd.

## Het oorspronkelijke begrip Sauria
In 1800 bedacht de Franse natuurvorser Alexandre Brongniart in zijn publicatie Essai d'une classification naturelle des reptiles de naam Sauriens voor alle reptielen — waaronder indertijd nog de amfibieën werden begrepen — die geen sterk afwijkende vorm hadden: de slangen, de schildpadden en de kikkers werden dus van het begrip uitgesloten maar de hagedissen, salamanders en krokodillen waren Sauriens. Zijn collega Pierre André Latreille maakte er datzelfde jaar nog in zijn Histoire naturelle des salamandres de France précédée d'un tableau méthodique des autres reptiles indigènes een Latijnse term van: de Saurii. Die laatste vorm werd echter niet overgenomen door Georges Cuvier die het Frans als wetenschapstaal wilde bevorderen. Dat stelde in 1802 de vergelijkend anatoom James Macartney voor een probleem, die gevraagd was een voorwoord te schrijven bij, en een taxonomische tabel op te stellen voor, de Engelse vertaling van Cuviers Leçons d'anatomie comparée uit 1801. Macartney latiniseerde Sauriens tot Sauria en werd zo de officiële naamgever van het begrip. In taxonomische naamlijsten wordt zijn eigen naam overigens meestal fout gespeld als "McCartney"of "MacCartney".
In het begin van de negentiende eeuw werden vele groepen van uitgestorven reptielen ontdekt. Die werden meestal bij de Sauria ondergebracht en kregen vaak een naam die op ~sauria eindigde. Het bekendste voorbeeld daarvan zijn wel de Dinosauria die in 1842 door Richard Owen werden benoemd.
Het woord Sauriens was afgeleid geweest van het Klassiek Griekse σαύρα, "hagedis". "Sauria" betekent echter niet letterlijk "hagedissen": het is niet het meervoud van σαύρα of een gelatiniseerd saurus maar het is een collectivum dat in het Latijn de meervoudsvorm ~ia heeft ondanks dat er geen enkelvoud *saurium bestaat. In andere talen werd dit dan vertaald met een directe afleiding vanuit Sauriens — zelf gevormd vanuit een Latijns suffix ~iani — wat in het Engels saurians opleverde en in het Duits Saurier; het laatste is in het Nederlands overgenomen als "sauriërs", enkelvoud "sauriër".
In de loop van de negentiende eeuw werd het steeds duidelijker dat de salamanders en krokodillen, ondanks een zekere oppervlakkige gelijkenis, eigenlijk niet nauw verwant waren aan de hagedissen. De laatste kregen van Owen in 1842 de aparte naam Lacertilia. Door het gemeengoed worden van de evolutietheorie op het eind van de negentiende eeuw was er geen behoefte meer aan een begrip dat allerlei niet-verwante groepen combineerde. Hoewel "sauriër" nog wel toepassing vond als een vage term om enig voorwereldlijk reptiel mee aan te duiden kon het technische begrip Sauria alleen nog gebruikt worden voor de hagedissen en hun directe verwanten. Ironisch genoeg had men ondertussen begrepen dat dit de slangen waren — een groep die Brongniart juist had uitgesloten — en zo werd met Sauria uiteindelijk de groep van hagedissen inclusief slangen aangeduid. Daarvoor bestond echter al een begrip: Squamata.

## Sauria als een synoniem van Lacertilia
In 1898 publiceerde Hans Friedrich Gadow een werk waarin het proces van begripsvernauwing haar logische eindpunt vond en de term Sauria alleen nog de hagedissen aanduidde en dus samenviel met het begrip Lacertilia van Owen: A Classification Of Vertebrata. Deze betekenis van de term werd al snel zeer algemeen: veel onderzoekers noemden rond het midden van de twintigste eeuw de hagedissen officieel Sauria. Het bereik van de term was echter niet zeer constant en deze werd vaak naast Lacertilia toegepast: soms duidde men met Sauria dan een groep aan die iets ruimer was en ook allerlei uitgestorven vormen omvatte, soms juist een engere groep van de "echte" hagedissen.
Het begrip duidde in ieder geval hagedissen in traditionele zin aan, dus exclusief de slangen. Omdat de slangen zijn ontstaan uit hagedissen, was deze groep echter parafyletisch: een groep die niet alle nakomelingen omvat. In de jaren zeventig begon men dat als een probleem te ervaren en werd het begrip Sauria steeds minder gebruikt. Tegelijkertijd werd men gevoeliger voor de prioriteit en geschiedenis van termen: de naam Lacertilia als aanduiding voor de hagedissen alleen is eerder bedacht en Sauria had oorspronkelijk een wel heel andere inhoud. Wil men nog naar de parafyletische groep hagedissen verwijzen dan gebruikt men tegenwoordig meestal weer de naam Lacertilia, hoewel het gebruik van Sauria in de zin van Gadow nog wel voorkomt.

## Terug naar een ruim begrip Sauria
In 1984 stelde Jacques Gauthier voor om, meer aansluitend bij de oorspronkelijke betekenis, weer een ruim begrip Sauria te gaan gebruiken maar nu voor een natuurlijke (monofyletische) en exact gedefinieerde groep. Hij gaf een definitie als kroongroep van de diapsiden. Dat betekent dat de Sauria bestaan uit de laatste gemeenschappelijke voorouder van alle nu nog levende diapsiden — dus de vogels, de krokodilachtigen, de Squamata (hagedissen inclusief slangen) en de brughagedissen — en al zijn afstammelingen. Tot die afstammelingen behoren niet alleen moderne maar ook talrijke uitgestorven groepen. Het werk van Gauthier waarin het voorstel gedaan werd, betrof een dissertatie; in 1988 werd het begrip voor het eerst door hem gebruikt in een gepubliceerd wetenschappelijk artikel. Hij definieerde het toen als de groep bestaande uit de laatste gemeenschappelijke voorouder van de Lepidosauria en de Archosauria; en al zijn afstammelingen. Dit komt materieel overeen met het begrip uit 1984.
De eerste sauriërs waren waarschijnlijk klein en hadden ongeveer de vorm van hagedissen. Het is niet helemaal duidelijk wanneer de groep zich heeft afgesplitst: vermoedelijk in het Perm maar uit die periode zijn geen zekere sauriërs bekend, die duiken pas in het vroege Trias op.
De Sauria zijn per definitie strikt onderverdeeld in twee kladen: de Archosauromorpha en de Lepidosauromorpha. Tot de Lepidosauromorpha behoren de Squamata en de brughagedissen. Moderne leden van de Archosauromorpha zijn de krokodilachtigen en de vogels; die laatste groep is het nog overlevende restant van de ruimere dinosauriërs. Een bekende uitgestorven archosauromorfe groep vormen de pterosauriërs. Van twee andere belangrijke groepen, de Ichthyosauria en de Sauropterygia, is niet duidelijk of het Sauria zijn en zo ja, tot welke deelgroep ze behoren. Een ander zeer omstreden vraagstuk is de positie van de schildpadden die volgens sommige studies ook sauriërs zijn.
De groep als geheel heeft nieuwe kenmerken waarin ze zich onderscheidt van de verwanten: de zogenaamde synapomorfieën van de Sauria. Die eigenschappen waren nieuw in het Perm en zover we die nog kunnen waarnemen betreffen die dus voornamelijk de schedel en het skelet, hoewel er door vergelijking met nog levende vormen onder de zoogdieren, schildpadden en Lissamphibia ook wel wat eigenaardigheden in de weke delen te vinden zijn. Gauthier stelde in 1994 een lijst van mogelijke saurische synapomorfieën op:
- Het bloedplasma heeft een lage concentratie aan ureum door een onderdrukking van de ureumkringloop.
- De bijnier ligt niet meer tegen de nier aan.
- De stapes in het oor heeft in de extracolumella, een uitsteeksel van kraakbeen dat als een buffer dient met het trommelvlies, een opening, het foramen Huxleyi.
- De stapes is slank om als middenoor te dienen en hoogfrequente trillingen over te brengen van het trommelvlies naar het binnenoor.
- De stapes heeft een bovenste uitsteeksel dat contact maakt met de processus paroccipitalis of het opisthoticum.
- Het quadratum heeft een diepe uitholling aan de achterzijde, een recessus tympani die diende om overspannen te worden door een trommelvlies. De directe voorouders van de sauriërs hadden misschien helemaal geen trommelvlies en dus een beperkt hoorvermogen. Het trommelvlies van de sauriërs is in dat geval niet homoloog aan dat van de zoogdieren.
- Het squamosum ligt in de bovenste helft van de schedel met uitzondering van een smalle neergaande tak om contact te maken met het quadratum.
- De processus paroccipitalis heeft een brede verbeende basis aan de buitenste zijkant.
- De slaapspieren ontspringen aan de achterrand van het schedeldak, niet meer aan de onderkant ervan of vanuit een speciale richel.
- De beennaden tussen de neusbeenderen en de prefrontalia lopen schuin naar voren, niet meer evenwijdig aan de lengterichting. Het prefrontale wordt dus naar achteren gedrongen.
- In de onderkaak heeft het articulare een lang achterste uitsteeksel achter het kaakgewricht om de hefboomwerking te verhogen.
- Op het schouderblad is aan de bovenste voorrand geen cleithrum vergroeid.
- In de pols is het buitenste centrale gereduceerd.
- In de enkel is het vijfde onderste tarsale afwezig.
- Het vijfde middenvoetsbeen is naar buiten gebogen.

Veel latere sauriërs zouden sommige van de bovenstaande eigenschappen weer verliezen. Het is ook onwaarschijnlijk dat de eerste gemeenschappelijke voorouder van de sauriërs al deze kenmerken als eerste toonde; verder onderzoek moet aantonen welke vernieuwingen in feite eerder — of misschien zelfs later — opdoken.
Het begrip Sauria sensu Gauthier is niet altijd even populair onder moderne wetenschappers die het vaak verwarrend vinden om oude termen een nieuwe betekenis te geven. Een materieel sterk overeenkomend alternatief begrip is Neodiapsida Benton 1985, hoewel dat geen kroongroep is.